# Riccò del Golfo di Spezia
Riccò del Golfo di Spezia är en ort och kommun i provinsen La Spezia i regionen Ligurien i Italien. Kommunen hade 3 625 invånare (2018).